# Gustaf Horn (1743–1798)
Johan Gustaf Horn (af Ekebyholm), född 15 juni 1743, död 20 augusti 1798 på Fågelvik, var en svensk greve och militär.

## Biografi
Gustaf Horn var son till Adam Horn af Ekebyholm och Anna Catharina Meijerfeldt. Han blev student vid Uppsala universitet 1754, korpral vid Östgöta kavalleriregemente 1749, kvartermästare där 1754, kornett 1758 och senare livdrabant. Horn blev löjtnant i armén 1761, vice korpral vid livdrabantkåren 1763, korpral där 1769, premiärmajor vid Smålands kavalleriregemente samma år, överstelöjtnant 1774 och löjtnant i livdrabantkåren samma år. Han blev 1775 överste och var 1775–1788 chef för Smålands kavalleriregemente. År 1782 befordrades Horn till generalmajor. Han skrev sig till Fågelvik. Han blev 1770 riddare, 1782 kommendör och 1785 kommendör med stort kors av Svärdsorden. Horn avled ogift och slöt den grevliga ätten Horn af Ekebyholm och var samtidigt den siste av Kanckasgrenen av ätten Horn. Han är begravd I Tryserums kyrka.  